# Gustav Renker
Gustav Renker (Vienna, 12 ottobre 1889 – Langnau im Emmental, 23 luglio 1967) è stato uno scrittore svizzero.
Dopo il dottorato in musica e storia della musica a Vienna divenne direttore d'orchestra, redattore del Berner Tagblatt a Berna e autore di romanzi legati alla realtà locale.